# Shawn Camp
Shawn Anthony Camp (18 de noviembre de 1975) es un entrenador de béisbol universitario estadounidense y ex lanzador de béisbol profesional. Es entrenador de pitcheo en la Universidad George Mason. Jugó béisbol universitario en la Universidad George Mason de 1995 a 1997 para el entrenador Bill Brown. Jugó 11 temporadas en la Major League Baseball (MLB) para los Kansas City Royals, Tampa Bay Devil Rays, Toronto Blue Jays, Chicago Cubs y Philadelphia Phillies.

## Carrera temprana
Camp comenzó su carrera en el béisbol como cácher en la escuela secundaria Robinson en Fairfax, Virginia. Se graduó de la escuela secundaria en 1994 y continuó como respaldo en la universidad mientras asistía a la Universidad George Mason, la escuela de la que sería reclutado. Luchando por batear como lanzador universitario, Camp se convirtió en lanzador en George Mason con la ayuda del entonces entrenador asistente de béisbol de los Patriots, Dayton Moore. En 1996, jugó béisbol universitario de verano con los Chatham A's de la Cape Cod Baseball League.

## Carrera profesional

### San Diego Padres
Camp fue seleccionado en la decimosexta ronda del draft amateur de 1997 por los Padres de San Diego; la quinta centésima selección general del draft de ese año. El relevista recién convertido ascendió constantemente en las filas del sistema de ligas menores de los Padres, acumulando 25 salvamentos en sus primeros dos años de béisbol profesional.

### Pittsburgh Pirates
El 10 de julio de 2001, Camp fue traspasado a los Piratas de Pittsburgh a cambio del jardinero Emil Brown. Continuó avanzando en las menores, recibiendo una invitación al campamento de entrenamiento de primavera de los Piratas en 2003. Sin embargo, al no llegar al equipo de Grandes Ligas, Pittsburgh le concedió a Camp la agencia libre al final de la temporada.

### Kansas City Royals
En 2004, Camp se unió a la organización Kansas City Royals. Firmado por su exentrenador universitario y actual gerente general de los Reales, Dayton Moore, Camp finalmente hizo su primera lista de Grandes Ligas. Camp hizo su debut en las Grandes Ligas el Día Inaugural, el 5 de abril. Frente a los Medias Blancas de Chicago, Camp permitió dos carreras en dos entradas de trabajo. Continuó siendo un colaborador semi-regular del bullpen de los Reales esa temporada y en 2005, trabajando principalmente en relevo medio y largo, mientras viajaba entre Kansas City y los Omaha Royals de Triple-A.

### Tampa Bay Rays
A Camp se le concedió la agencia libre después de la temporada 2005 y firmó con los Tampa Bay Devil Rays. De 2006 a 2007, Camp fue un pilar en el asediado bullpen de los Devil Rays, acumulando 75 apariciones en 2006, la segunda mayor cantidad en la Liga Americana. Sin embargo, los problemas de control obstaculizaron el éxito de Camp en Tampa Bay y su último año en Kansas City, y el derecho luchó para lograr una efectividad pobre de 6.43, 4.68 y 7.20 respectivamente de 2005 a 2007. Camp tuvo problemas especiales para evitar que los corredores heredados anotaran el cuarenta por ciento (22 de 54) de los corredores en base para llegar a casa en su última temporada con los Devil Rays.

### Toronto Blue Jays
Camp firmó un contrato de ligas menores con los Azulejos antes de la temporada 2008. Preparado con un nuevo lanzamiento, un cambio, Camp se destacó en los Syracuse Chiefs de Triple A y fue retirado por Toronto poco después de romper el campamento. Limitando a los bateadores diestros a un miserable promedio de bateo de .204, Camp ayudó al personal de los Azulejos a lograr una efectividad en equipo de 3.49, la mejor en todas las Grandes Ligas de esa temporada. En 2009, Camp lideró al cuerpo de relevo de los Azulejos con el mejor récord de su carrera con 792⁄3 entradas lanzadas, mientras que sumaba un récord personal de 58 ponches.

### Seattle Mariners
El 6 de febrero de 2012, Camp firmó un contrato de un año con los Marineros de Seattle. Sin embargo, un mes después, los Marineros liberaron a Camp antes del inicio de la temporada, ya que estaban mirando a la juventud.

### Chicago Cubs
El 26 de marzo de 2012, los Cachorros de Chicago firmaron a Camp con un contrato de ligas menores. Durante la temporada 2012, Camp lanzó 772⁄3 entradas en 80 apariciones líderes en la liga para los Cachorros. Acumuló un récord de 3-6, con 2 salvamentos y una efectividad de 3.59.
El 19 de noviembre de 2012, Camp y los Cachorros acordaron un contrato de un año por $ 1.35 millones que incluye $ 200,000 en posibles incentivos. Camp lanzó en 14 juegos en abril, con marca de 1-1 con 8 carreras en 11 1⁄3 entradas. En 5 juegos en mayo, permitió 6 carreras en 5 1⁄3 entradas. El 22 de mayo, Camp fue colocado en la lista de lesionados después de torcerse el dedo del pie, y fue reemplazado por Rafael Dolis. Después de una asignación de rehabilitación en Kane County de Single-A, regresó a los Cachorros el 15 de junio. En 6 juegos en junio, permitió 4 carreras en 61⁄3 entradas. Fue designado para asignación el 3 de julio de 2013. Fue puesto en libertad 4 días después. En 26 juegos con los Cachorros en 2013, tuvo marca de 1-1 con efectividad de 7.04 y 4 agarres, ponchando a 13 en 23 entradas.

### Arizona Diamondbacks
Camp firmó un contrato de ligas menores con los Diamondbacks de Arizona el 17 de julio de 2013. Fue asignado a los Reno Aces de Triple-A, donde lanzó en 17 juegos para terminar la temporada. Con los Aces en 2013, tuvo una efectividad de 2.42, ponchando a 19 en 221⁄3 entradas. Después del año, fue agente libre de ligas menores.

### Philadelphia Phillies
El 11 de noviembre de 2013, Camp firmó un contrato de ligas menores con los Philadelphia Phillies. Fue trasladado a los Lehigh Valley IronPigs de Triple-A el 8 de mayo de 2014. Camp eligió agencia libre al día siguiente. Volvió a firmar un contrato de ligas menores el 15 de mayo de 2014 y fue liberado por Lehigh Valley el 27 de junio.
El 9 de marzo de 2015, Camp anunció su retiro.

## Carrera de entrenador
El 26 de junio de 2019, Camp fue nombrado entrenador de pitcheo en su alma mater, George Mason.